# The House with the Golden Windows
The House with the Golden Windows è un film muto del 1916 diretto da George Melford.

## Trama
Tom Wells è un povero pastore che lavora nella tenuta del ricchissimo Peabody. Sua moglie Sue è stanca della loro misera vita: la coppia, quando i proprietari si assentano per andare in vacanza, architetta una frode ai danni dei Peabody riuscendo a entrare in possesso della tenuta. Ma la vita da ricchi non riesce a rendere completamente felice Sue. La tragedia arriva quando Peabody, ritornato a casa, vi trova installati da padroni i Wells: furioso, uccide per primo Tom, poi si rivolge contro Sue che, però, in quel momento si sveglia: la donna ha solo sognato la sua nuova vita di ricca proprietaria terriera. Ma le sue preoccupazioni finanziarie avranno finalmente fine quando Peabody dichiara di aver preso Tom come sorvegliante della tenuta.

## Produzione
Il film fu prodotto dalla Jesse L. Lasky Feature Play Company.

## Distribuzione
Il copyright del film, richiesto dalla Jesse L. Lasky Feature Play Co., fu registrato il 24 luglio 1916 con il numero LP8789.
Distribuito dalla Paramount Pictures, il film uscì nelle sale statunitensi il 10 agosto 1916.
Non si conoscono copie ancora esistenti della pellicola che viene considerata presumibilmente perduta.